# Ente autonomo Tirrenia
L'Ente autonomo Tirrenia era un ente pubblico istituito (R.D.L. 03/11/1932 n°1466 convertito nella legge 27/12/1932 n° 1990) con lo scopo di utilizzare e valorizzare la zona litorale pisano fra il Vione della Bigattiera, il torrente Calambrone e la reale tenuta di Tombolo.
Nato per la lottizzazione a scopi turistici, avrebbe dovuto gestire lo sviluppo urbanistico del territorio affidatogli e successivamente occuparsi della manutenzione di tutte le opere pubbliche in esso presenti. Ha finito per essere un vero e proprio piccolo comune all'interno del comune di Pisa ed ha gestito tutto ciò che avveniva a Tirrenia fino al 1970.
Successivamente, per il sovrapporsi delle competenze comunali, i suoi compiti si sono ridotti ed hanno riguardato solo questioni amministrative: servizio informazioni turistiche, acquedotto, pulizia delle strade, raccolta dei rifiuti, vigilanza dei boschi e gestione di 2 campeggi e 1 spiaggia attrezzata a Calambrone. Tuttavia il servizio tecnico-urbanistico è sempre stato molto attento alle modificazioni ambientali ed ha fatto sì che fossero impedite vistose speculazioni edilizie.
È stato protagonista di alcune grandi iniziative che hanno caratterizzato la nascita e l'evoluzione della frazione di Tirrenia tra le quali il Golf Club e gli stabilimenti cinematografici Pisorno.
L'EAT ha cessato la propria attività nel dicembre 1982, in quanto aveva mandato cinquantennale.